# Canestriniidae
Canestriniidae (лат.) — семейство панцирных клещей (Oribatida) из клады Astigmata отряда Саркоптиформные клещи. Космополитная группа, комменсалы или паразиты жуков. Известно более 370 видов.

## Описание
Мелкие клещи. От близких семейств отличаются следующими признаками: супракоксальная щетинка ног I смещена латерально от отверстия супракоксальной железы; голени I—II с 0-1 вентральной щетинкой (редко 2), бедро IV обычно без щетинки. Дорсум только с прямоугольным проподосоматическим склеритом. Ноги позиционированы латерально. Взрослые особи с телом, изменённым для парафагии насекомых. Космополитная группа (кроме Неарктики, откуда лишь недавно был обнаружен только один вид).
Многие виды Canestriniidae  являются облигатными наружными или субэлитральными парафагами взрослых жуков (Coleoptera). Канестринииды клещи Старого Света обычно связаны с жуками семейств Carabidae, Tenebrionidae, Scarabaeidae, Lucanidae и Passalidae, реже — с Chrysomelidae, Cerambycidae, Erotylidae и некоторыми другими группами хозяев. По данным обзора 2022 года Canestriniidae были обнаружены на представителях 12 семейств насекомых и двух семействах многоножек Diplopoda, но тараканы Blattidae и жуки-навозники Geotrupidae были случайными хозяевами. Основными хозяевами клещей Canestriniidae были жуки Cassidinae (Chrysomelidae) (77 видов), Cetoniinae (Scarabaeidae) (48), Carabinae (Carabidae) (42), Macroliniinae (Passalidae) (35) и Dynastinae (Scarabaeidae) (20). Около 58 % родов канестринид связаны с одним родом хозяев и около 60 % видов канестринид связаны только с одним видом хозяев.
- Canestrinia procrusti
- Coleopterophagus megnini

## Классификация
Более 370 видов и более 100 родов (большинство родов монотипические). Таксон назван по типовому роду Canestrinia Berlese, 1881, а он назван в честь итальянского акаролога Джованни Канестрини (G. Canestrini). Более 50 родов и около 200 видов были с 1988 года описаны польским акарологом Рышардом Хайтлингером (Ryszard Haitlinger). Семейство включают в надсемейство Canestrinioidea, состоящее из 4 семейств (или одно семейство).
- Acrotacarus Banks, 1915[14]
- Acrotocarus Banks, 1915
- Afrocanestrinia Cooreman, 1955[15]
- Albinorattia Haitlinger, 1989 (1 вид)
- Amansia Oudemans, 1936
- Amansiella Khaustov & Eidelberg, 2001[16]
- Ambilohylla Haitlinger, 1990
- Amboinophela Haitlinger, 1993
- Anapistes Summers & Schuster, 1982[17]
- Anaspistes Summers & Schuster, 1982
- Apalotacarus Summers & Schuster, 1981 (17 видов)[18]
- Arraphosoma Summers & Schuster, 1981[19]
- Arrunsithiana Haitlinger, 1991 (10 видов)
- Athogavia Haitlinger, 1989
- Aurilossongia Haitlinger, 1989
- Averithiana Haitlinger, 1999
- Barbiangia Haitlinger, 1993
- Beeriphotia Haitlinger, 1994
- Bibulothiana Haitlinger, 1993
- Bircericola Haitlinger, 2000[20]
- Boetophela Haitlinger, 1989
- Boleohylla Haitlinger, 1991
- Camirohylla Haitlinger, 1991[21]
- Canestrinia Berlese, 1881 (17 видов)
- Canestriniella Berlese, 1910
- Caraboeccius Cooreman, 1950[22]
- Caraboecius Cooreman, 1950[22]
- Cetonicola Cooreman, 1955[15]
- Chelinochroa Summers & Schuster, 1982[17]
- Cnecoderma Summers & Schuster, 1981[19]
- Coleogyphus Berlese, 1910
- Coleopterophagus Berlese, 1882 (12 видов)[23][24]
- Contramelisia Samsinák, 1969
- Cooremania Nesbitt, 1976[23][25]
- Danaithiana Haitlinger, 1991
- Dicanestrinia Berlese, 1911[26]
- Diplognathophilus Cooreman, 1955[15]
- Diplopodocoptes Fain, 1987
- Donnelafontia Lavoipierre, 1959
- Donnelaphontia Lavoipierre, 1959
- Dorynothiana Haitlinger, 1999
- Ennodithiana Haitlinger, 1993
- Eunorithiana Haitlinger, 2001
- Gasuthiana Haitlinger, 1989
- Gioharattia Haitlinger, 1989
- Globosophotia Haitlinger, 1991
- Grandiella Lombardini, 1939 (19 видов)[27]
- Grandiellina Fain, 1989[28]
- Grandiellopsis Fain, 1989
- Haitlingeria Kim et al., 2006[29]
- Hargeinella Haitlinger, 1989
- Hatohylla Haitlinger, 1990[30]
- Hyllosihemia Haitlinger, 1994
- Hypopteryx Summers & Schuster, 1981[19]
- Ibizella Haitlinger & Sundic, 2016[31]
- Irmongia Haitlinger, 1990
- Jowitella Haitlinger, 1990
- Jullongia Haitlinger, 1990
- Kahoorangia Haitlinger, 1991
- Lidiophela Haitlinger, 1990
- Megacanestrinia Trägårdh, 1906
- Melisia Lombardini, 1944 (22 вида)[32]
- Mesophotia Samsinák, 1971
- Metriothiana Haitlinger, 1999
- Mossongia Haitlinger, 1989
- Neophotia Samsinák, 1971[33]
- Noemiphela Haitlinger, 1992
- Oceogavia Haitlinger, 1989
- Olafithiana Haitlinger, 1993
- Olgattia Haitlinger, 1990
- Ovarrothiana Haitlinger, 1993
- Paracanestrinia Haitlinger, 2017
- Paramansia Cooreman, 1950[22]
- Paramelisia Summers & Schuster, 1982[34]
- Paraphagella Cooreman, 1955[15][35]
- Paraphotia Khaustov & Eidelberg, 2001[16]
- Passalophagus Nesbitt, 1976[23]
- Percanestinia Berlese, 1911[26]
- Percanestrinia Berlese, 1911[36]
- Percanestriniella Khaustov & Eidelberg, 2001[16]
- Peruthaiana Haitlinger, 2008[37]
- Peruthiana Haitlinger, 2008
- Phaleratus Nesbitt, 1976[23]
- Phelliculophela Haitlinger, 1993
- Photia Oudemans, 1904 (22 вида)[23][38][39]
- Phriknodora Summers & Schuster, 1982[17]
- Procericola Cooreman, 1950[22]
- Pseudamansia Cooreman, 1950[22]
- Pseudocanestrinia Khaustov & Eidelberg, 2001[16]
- Pseudoparaphagella Haitlinger, 2010[40]
- Rugoniphela Haitlinger, 1992
- Sabothiana Haitlinger, 1993
- Sajanophela Haitlinger, 1990
- Sandrophela Haitlinger, 1990
- Saniothiana Haitlinger, 1990
- Scarabiphotia Haitlinger, 1994
- Shillongia Haitlinger, 1990
- Sorbinophela Haitlinger, 1993
- Sphegopus Fain, 1974
- Tamarangia Haitlinger, 1991
- Tamarophela Haitlinger, 1990
- Taseopus Summers & Schuster, 1982[34]
- Teklathiana Haitlinger, 2001
- Teophyssa Haitlinger, 1990
- Thopia Summers & Schuster, 1982[17]
- Uriophela Haitlinger, 1992
- Vandeinella Haitlinger, 1989
- Vereoxia Haitlinger, 1995 (1 вид)